# Cultura paracas
La cultura Paracas es una importante cultura arqueológica del Antiguo Perú, del periodo denominado Formativo Superior u Horizonte Temprano, que se desarrolló en la península de Paracas, provincia de Pisco, región Ica, entre los años 700 a. C. y 200 d. C. Es contemporánea en parte con la cultura chavín que se desarrolló en el norte del Perú. Actualmente se sabe que lo que el arqueólogo peruano Julio César Tello Rojas denominó como «Paracas-Necrópolis» pertenece a otra tradición cultural, la llamada cultura topará, cuyo centro estaba ubicado más al norte, en el valle de Chincha.
Los paracas realizaban una textilería de alta calidad, en lana y algodón, así como una cerámica decorada y una cestería muy elaborada. También realizaban trepanaciones craneanas, cuyos fines aún se discuten. La cultura paracas es la antecesora de la cultura nazca con la que tiene una evidente afinidad cultural; de hecho, para muchos especialistas, la fase final de Paracas es en realidad la fase inicial de la cultura nazca.

## Ubicación geográfica
La cultura paracas se desarrolló principalmente entre los ríos Ica y Pisco y en la península de Paracas del departamento homónimo. En su época de mayor expansión, se extendió por el norte hasta Chincha y por el sur hasta Yauca en la región de Arequipa. 
Algunos creen que el principal centro de los Paracas pudo estar ubicado en Tajahuana, en el valle de Ica, por el sector de Ocucaje. Se trataba de un poblado fortificado elevado sobre la cima de una peña de fácil defensa.[cita requerida]

## Etimología
Paracas es una voz quechua que significa lluvia de arena (para, «lluvia», y aco, «arena»), y alude a los efectos causados por los vientos huracanados que suelen azotar periódicamente la región, los mismos que arrastran arena y guano de las islas cercanas, y cubren con ella la superficie a modo de una capa blanquecina. Este fenómeno atmosférico, denominado viento paracas, ha dado su nombre a la península de Paracas, y por extensión, a la cultura pre-inca descubierta en esa región.

## Yacimientos paracas
- Chincha: Bodegas, Lurín, Chincha.
- Pisco: Cerro Colorado, Disco Verde, Cabeza Larga, Chongos, Tambo Colorado.
- Ica: Teojate, Huamaní, Ocucaje, Callango (Ánimas Altas y Ánimas Bajas), Chiquerillos, Ullujalla, Tomaluz.
- Palpa: Mollaque, Chichictara.
- Nazca: Soisongo, Atarco, Trancas, Cahuachi.

## Descubrimiento
La cultura Paracas fue descubierta en julio de 1925 por el arqueólogo peruano Julio César Tello Rojas, frente a la bahía de Paracas y al sur de Pisco. En agosto del mismo año, Tello, ayudado por su discípulo Toribio Mejía Xesspe, instaló un campamento arqueológico en el sitio.
El primer cementerio paracas fue hallado por Tello en las colinas de pórfido rojo conocidas como Cerro Colorado. En total halló 39 tumbas en forma de pozo, que él denominó “cavernas”,  las cuales contenían fardos funerarios envueltos en finos mantos y rodeados de cerámicos, instrumentos de caza, pieles de animales y alimentos.
En 1927, Tello, junto con Mejía Xesspe, descubrió otro cementerio, en Warikayan, muy cerca de Cerro Colorado, al que denominó Paracas-Necrópolis, donde halló 429 cadáveres momificados envueltos cada uno con varios mantos, algunos de los cuales eran muy espléndidos. Son los célebres mantos paracas, conservados hoy en el MNAAHP.
Además de esos dos cementerios, Tello identificó en la península de Paracas un tercer cementerio, al que denominó Arena Blanca o Cabeza Larga, este último nombre debido a la presencia de cráneos deformados, de forma alargada. Allí, además de tumbas saqueadas, halló restos de viviendas subterráneas.

## División según Tello
Tello estudió cómo los paracas enterraban a sus muertos y sostuvo que esta cultura pasó por dos épocas bien definidas. Llamó a la primera «Paracas-Cavernas»; porque enterraban a sus muertos dentro de tumbas excavadas de manera vertical en el suelo, que se ensanchan antes de alcanzar piso, lo que le da una forma de copa invertida (aunque más que «cavernas» son en realidad pozos). Llamó a la segunda «Paracas-Necrópolis»; porque enterraban a los muertos en cementerios rectangulares más sofisticados, que simulan ser «ciudades de muertos» o necrópolis.
Esta división de la cultura paracas estuvo en boga durante largas décadas, debido al prestigio de Tello, considerado el «padre de la arqueología peruana», hasta que otros arqueólogos demostraron que la denominada «Paracas-Necrópolis» pertenece en realidad a otra tradición cultural: la cultura topará.

### Paracas Cavernas (700a.C. - 200a.C.)
La etapa Paracas Cavernas tiene una antigüedad de 700 años a. C. La población principal de la cultura Paracas en esta época se desarrolló en Tajahuana, a orillas del río Ica, en el sector Ocucaje. El nombre proviene por la manera de cómo enterraban a sus muertos los Paracas, en forma fetal. Esto se comprueba por los hallazgos de los fardos funerarios encontrados en Cerro Colorado.
Las tumbas encontradas eran subterráneas cavadas en las rocas, con una forma que parece una “copa invertida”, o de botella de cuello alto, en cuyo fondo de unos 6 metros de diámetro, colocaban los fardos funerarios. Eran tumbas comunitarias, aunque no se sabe si los enterramientos correspondían a una misma familia. 
Los cuerpos se encuentran momificados, por las condiciones climáticas y del terreno. Algunos de los cadáveres muestran trepanaciones y deformaciones craneanas.

### Paracas Necrópolis (200a.C. - 200d.C.)

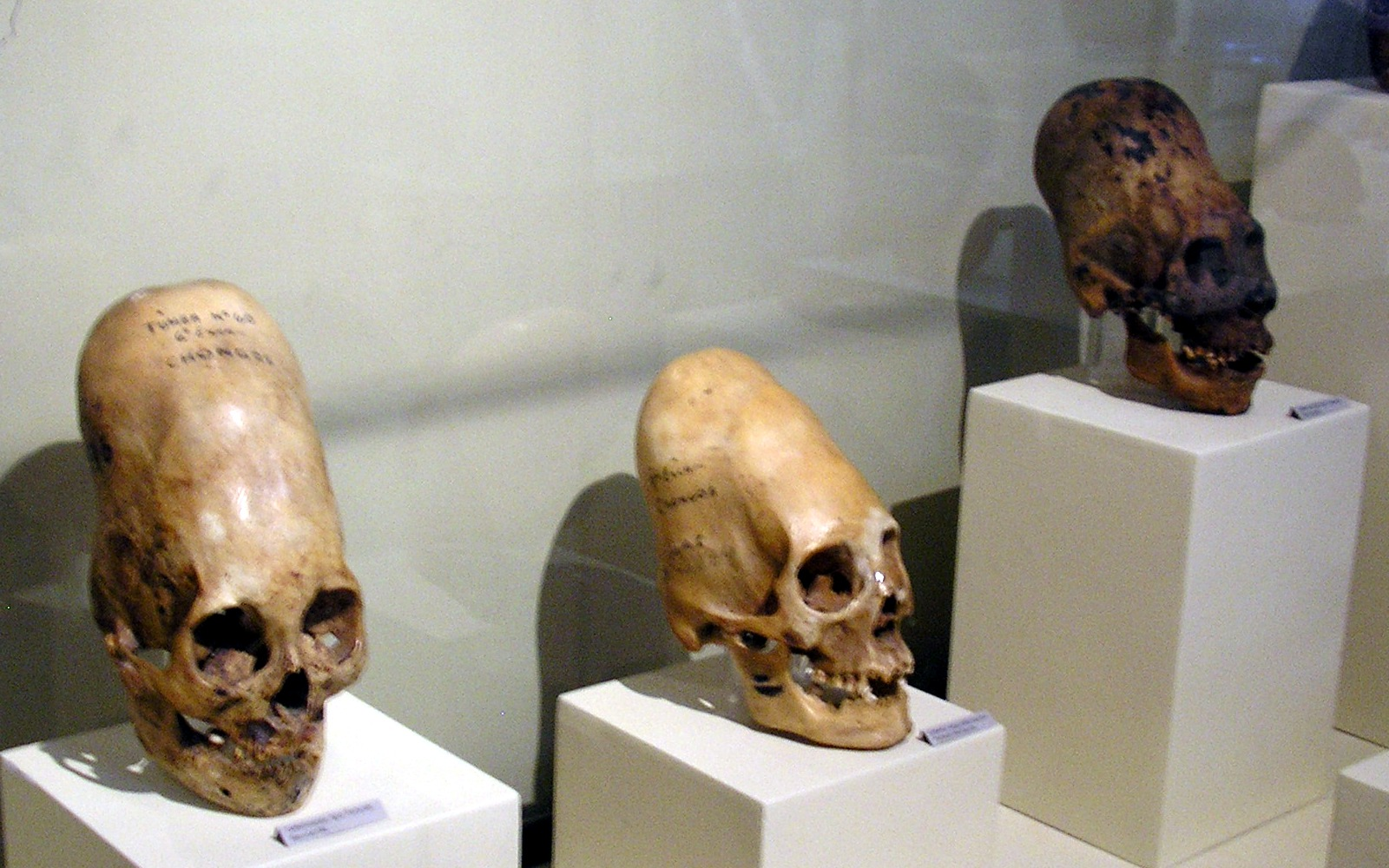
Cráneos deformados expuestos en el Museo Regional de Ica.

El periodo de Paracas-Necrópolis (ahora es parte de la cultura Topará), recibió su nombre por el hecho de que sus cementerios, de forma rectangular, descubiertos en Warikayan, estaban divididos en varios compartimientos o cámaras subterráneas, que a Tello le parecieron una «ciudad de los muertos» (necrópolis). Cada cámara grande supuestamente habría sido propiedad de una familia o clan específicos, que enterraba a sus antepasados a lo largo de muchas generaciones.
Las tesis de Tello fueron cuestionadas por otros arqueólogos. En primer lugar, Warikayan no parece haber sido una necrópolis, sino un gran centro poblado, en algunas de cuyas edificaciones fueron depositados más de 400 fardos, hecho que hasta ahora no tiene una explicación satisfactoria. Podría haber sido un sitio considerado sagrado, por la coloración roja de sus cerros y su cercanía al mar, que lo relacionaría con la muerte y la regeneración. Y en segundo lugar, las manifestaciones culturales de este yacimiento no pertenecen a la cultura paracas propiamente dicha, sino a otra tradición cultural distinta, que ha sido denominada Topará y que se desarrolló en los valles de Cañete, Topará, Chincha y Pisco, hasta la península de Paracas como límite sur. Es decir, Warikayan se hallaba precisamente en la frontera de ambas culturas. Es probable que la cultura topará se impusiera bruscamente en la región tras una guerra de conquista. La presencia de armas en muchos fardos funerarios, así como la masiva presencia de cráneos rotos y trepanados, serían signos de una época muy violenta.
Cada momia está envuelta en muchas capas de textiles, algunos de los cuales son de extraordinaria calidad. Estos últimos, precisamente, son los que han hecho ganar fama a Paracas, ya que sus mejores ejemplares son muy esplendorosos. Son conocidos mundialmente como los mantos paracas.

## Arquitectura
Tanto en la península de Paracas como en otros sitios paracas no se han hallado rastros de arquitectura monumental, a excepción del valle bajo de Ica, donde se encuentran dos sitios importantes: Ánimas Altas y Ánimas Bajas.

Ánimas Altas abarca un área de 100 hectáreas y está defendida por una muralla alta hecha con capas de paja y tierra revestida de adobes. Consta de trece estructuras elevadas de similar orientación y patrón arquitectónico. Algunas de sus paredes presentan decoraciones hechas en trazos incisos cuando el barro todavía se hallaba húmedo. Representan a felinos divinizados.

A poca distancia de Ánimas Altas, se encuentra Ánimas Bajas, de unas 60 hectáreas de extensión, conformado por siete montículos rectangulares construidos con adobes hechos a mano, en forma de bolas o granos de maíz.
Si los paracas seguían sin duda un ceremonial riguroso y prolongado. El cadáver era momificado mediante una técnica muy elaborada cuyos detalles permanecen desconocidos; pero la mayor de las veces se recurría a la momificación natural, librada al medio ambiente. La momia, envuelta en su sudario y en posición fetal, era colocada en un cesto de mimbre conjuntamente con una serie de objetos, lo que nos indica el concepto que los Paracas tenían sobre la vida ultraterrena. Se han hallado prendas de vestir, hondas, tejidos, así como vasijas con granos de maní, mazorcas de maíz, etc. El conjunto era envuelto cuidadosamente por un número no siempre igual de mantos o tejidos de diferente calidad; el paquete así formado se llama fardo funerario. El manto que se halla más cerca del cuerpo de la momia suele ser el más fino, bordado con figuras que representan simbólicamente el mundo de la mitología paracas. Los mantos restantes son de menor calidad. Algunos fardos funerarios están envueltos hasta por diez u once mantos, y pertenecen sin duda a los miembros de las clases dominantes.

## Textilería

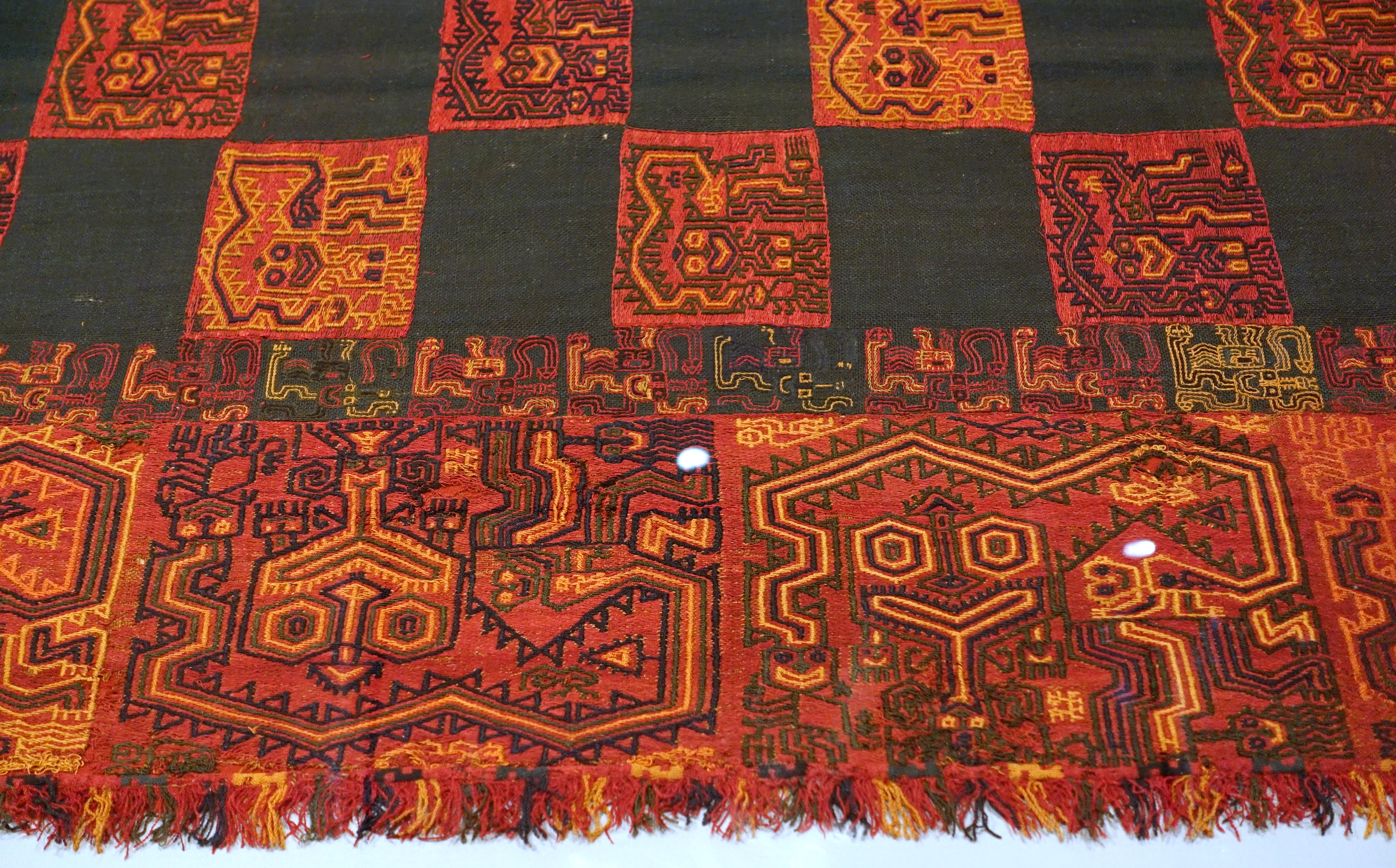
Manto Paracas.

Las tumbas halladas en Cerro Colorado («Paracas Cavernas») constituyen la fuente principal de donde provienen las muestras del arte textil paracas. Están hechos a base de algodón (blanco y pardo oscuro) y de lana de camélidos (llamas, alpacas, etc). A modo de complemento se usaban pelos humanos y fibras vegetales. 
Los hilos los teñían con sustancias de diversos colores. También coloreaban las telas después de su confección. Otra técnica de decoración fue el bordado, aunque esta se realizaría más profusamente y con resultados más espléndidos en Paracas-Necrópolis. 
En cuanto a las figuras decorativas, estas representan seres míticos y motivos simbólicos, generalmente en formas geométricas de estilo rígido, pero todo realizado con gran sentido artístico. En especial, una figura se repite constantemente: el denominado Ser Oculado, representado en cuerpo entero o solo su cabeza. Tiene los ojos desorbitados, la boca felina y el cuerpo cubierto de símbolos que a veces se desprenden y cobran vida.
Pero indudablemente los mantos o tejidos más esplendorosos corresponden a Paracas-Necrópolis, aunque esta pertenece en realidad a la cultura topará.

## Cerámica

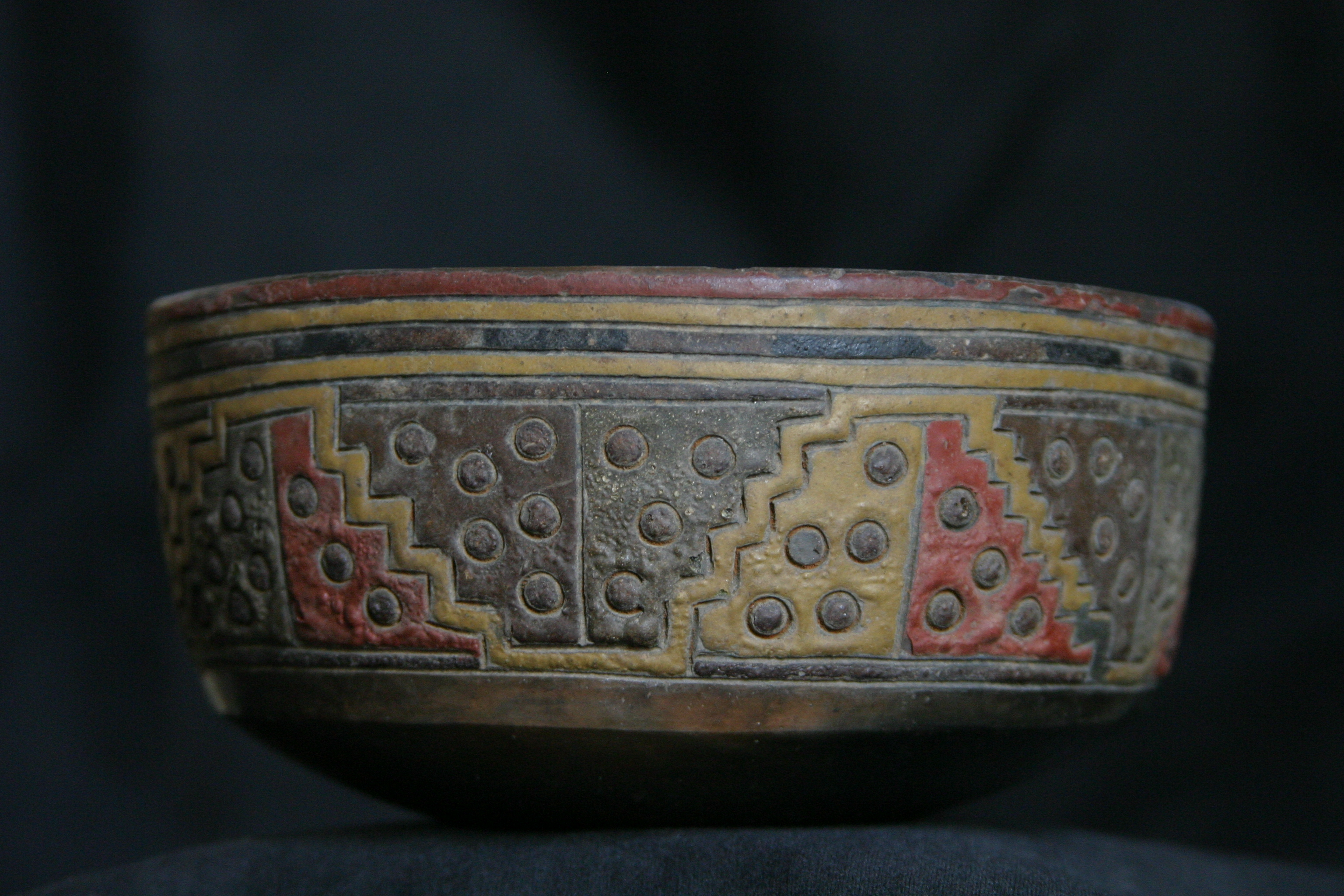
Tazón estilo Ocucaje.

La cerámica paracas presenta un estilo definido y muy vistoso, que se repite fuera de la península de Paracas, en diversas áreas situadas entre los valles de Chincha, al norte, y el valle del Río Grande (Palpa), al sur. Para el valle de Ica se ha logrado establecer una larga secuencia de cerámica, que se inicia en tiempos anteriores a Paracas y termina ya en los inicios de la cultura nazca, la cual es conocida como el Estilo Ocucaje, que consta de 10 fases. Cabe destacar que esta secuencia cerámica es la más completa del Formativo Andino.
La cerámica paracas tiene formas muy variadas: ollas, tazas, platos, así como botellas y vasijas globulares con doble pico vertical unido por gollete puente. Algunas son de forma escultórica, representando figuras humanas similares a los cuchimilcos de la cultura Chancay.

En cuanto a la técnica decorativa, esta era así: se delimitaban primero las figuras con líneas incisas angulosas, trazadas cuando la arcilla todavía estaba húmeda. Tras la cocción del barro se hacía recién el coloreado, para lo cual se usaba pintura resinosa. Los colores usados mayormente eran el negro, el rojo, el verde, el amarillo y el naranja. Las figuras representadas muestran proximidad al arte chavín, en especial la representación de un ser sobrenatural con rasgos de felino, ave y humano, al que se ha denominado el Felino Volador.

### Iconografía
La iconografía Paracas evoca temas cosmológicos, mitológicos y se refieren, al mismo tiempo a relatos históricos como la conquista y la fundación de asentamientos humanos, eventos marcados por guerras y celebraciones ceremoniales, en las que el sacrificio humano era recurrente.

## Trepanaciones craneanas
Existe constancia de que los paracas practicaron operaciones quirúrgicas, llamadas trepanaciones craneanas. Para esta práctica el cirujano paracas usaba cuchillas de obsidiana, tumis o cuchillos con filo en forma de medialuna (hechos de una mezcla de oro y plata), bisturís y pinzas. También usaban algodón, gasas y vendas. Se perforaba el cráneo con la cuchilla de obsidiana y se raspaba o excavaba el hueso dañado con el cuchillo, haciendo un movimiento circular que daba forma circular a la abertura. Realizado el tratamiento respectivo, se obturaba la abertura con planchas de oro o de mate (calabaza). Esto permitía que la operación cicatrice sin ningún problema.
Se han discutido mucho las razones que impulsaron a la realización de esta práctica; se cree que fueron hechas con la intención de curar fracturas por hundimiento de las paredes óseas, para el alivio de las cefaleas y el tratamiento de las enfermedades mentales mediante procedimientos mágicos (posiblemente se creía que al abrir el cráneo salían los espíritus causantes del mal).
Muchos cráneos con señales de trepanación indican que las personas sobrevivían a esa práctica, debido a la presencia de callos óseos en la zona operada, los mismos que solo se forman al pasar los años en una persona viva.